# 命令航路
命令航路（めいれいこうろ）は、国や地方自治体、軍隊から補助金を受けることを条件に、運航と維持を命ぜられた航路。現在の日本には存在しない。

## 概要
日本においては、明治初頭は、外国交易はほとんど外国船に依っており、内国交易においても、北前船を始めとする和船が中心であったため、日本の海運業振興と航海自主権の確立、国内の物流拡大のため、国策の海運会社を作り、国の関与の元に路線を運航させた。最初に指定されたのは、1876年（明治9年）の新潟 - 佐渡（両津）、長崎 - 釜山、横浜 - 上海の3路線である。
運航に当たっては、運航期間、便数、隻数、船齢が定められ、その通りに運航することが命令された。制度としては、開設命令を受命した上で自由航路として就航し、国や地方自治体からの補助金を受ける「補助航路」という制度もあった。
命令航路を運航していた会社として特に上げられるのは、日本郵船と大阪商船であり、命令航路の運航の中で会社を大きくしていった。
航路の運航を命令するのは、多くは逓信省であったが、中には、地方自治体、外地の統治を行う朝鮮総督府や台湾総督府、大日本帝国陸軍、大日本帝国海軍が命令した例もあった。
国策として航路を維持していたため、鉄道省の連絡運輸航路となる例が多く、その場合、主要港に「駅」を設置して、チッキを受け入れるなどの利便が図られた。特に、日本海を横断するいくつかの国際航路は、欧亜連絡線、日満連絡線に組み入れられていた（連絡運輸の項に詳しい）。
内航の命令航路は、鉄道の敷設や道路の整備が進むにつれて命令が解除されて自由航路（自主運航）となり、やがては航路が廃止になる例が増えた。また、命令航路は、寄港地、船賃なども含めて厳しく定められていたため、自由航路で参入した競合他社に、寄港地や船賃で不利な競争を強いられることもあり、その結果、命令航路を返上して、自由航路に変わった例も多い。
外航においても、大正中期以降は欧米航路の開設は一段落したが、海外植民地、委任統治領の交通の便を図るための命令航路の開設は、戦前を通して続けられた。
なお、現在は離島航路整備法により航路維持のための助成処置が規定されているが、命令航路に関する法令はない。

## 日本における主な命令航路

### 外国航路
横浜 - ロンドン（日本郵船）
横浜 - 清水 - 名古屋 - 四日市 - 大阪 - 神戸 - 門司 - 上海 - 香港 - シンガポール - ペナン - コロンボ - アデン - スエズ - ポートサイド - ナポリ - マルセイユ - ジブラルタル - リスボン - ロンドン - アントワープ - ミドルズブラ
神戸 - ケープタウン（大阪商船〈現商船三井〉）
神戸 - 門司 - 香港 - シンガポール - コロンボ - モンバサ - ザンジバル - ダルエスサラーム - ベイラ - ロレンソ・マルケス（現マプト）- ダーバン - ケープタウン
香港 - 横浜 - サンフランシスコ（日本郵船）
香港 - 上海 - 長崎 - 神戸 - 横浜 - ホノルル - サンフランシスコ
神戸 - シアトル（日本郵船）
神戸 -	横浜 - バンクーバー - ビクトリア - シアトル
横浜 - ニューヨーク（日本郵船）
横浜 - ハバナ - ニューヨーク
横浜 - ブエノスアイレス（大阪商船）
横浜 - 神戸 - 長崎 - 香港 - シンガポール - ケープタウン - リオデジャネイロ -サントス- ブエノスアイレス - コロン - 横浜
香港 - 横浜 - バルパライソ（日本郵船）
香港 - 門司 - 神戸 - 横浜 - ホノルル - マンサニヨ（メキシコ）- サリナクルス（メキシコ）- カヤオ - イキケ - バルパライソ
横浜 - メルボルン（日本郵船）
横浜 - 神戸 - 長崎 - 香港 - マニラ - ダバオ - 木曜島 - ブリスベーン - シドニー - メルボルン
神戸 - スラバヤ（南洋郵船〈現東京船舶〉）
神戸 - マカッサル - スラバヤ - スマラン - バタヴィア - スラバヤ
横浜 - 上海（日本郵船）
横浜 - 名古屋 - 四日市 - 大阪 - 神戸 - 門司 - 上海
長崎 - 上海（日本郵船）
神戸 - 天津（近海郵船）
神戸 -	門司 - 天津
横浜 - 天津（近海郵船）
横浜 -	名古屋 - 大阪 - 神戸 - 大連 - 天津
横浜 - 牛荘（近海郵船）
横浜 - 名古屋 - 大阪 - 大連 - 牛荘
神戸 - 牛荘（日本郵船）
神戸 - 下関 - 長崎 - 対馬 - 釜山 - 仁川 - 芝罘 - 天津 - 牛荘
神戸 - ウラジオストク（日本郵船）
神戸 - 下関 - 長崎 - 釜山 - 元山 - ウラジオストク
神戸 - 大連（大阪商船）
神戸 - 門司 - 大連
神戸 - 青島（日本郵船、大阪商船、原田汽船）
神戸 - 広島 - 門司 - 青島
長崎 - ウラジオストク（日本郵船）
敦賀 - ウラジオストク（北日本汽船〈現商船三井〉）
敦賀 - 清津 - ウラジオストク
函館 - ペトロパブロフスク・カムチャツキー（栗林汽船〈現栗林商船〉）
函館 - 小樽 - ペトロパブロフスク・カムチャツキー
元山 - ウラジオストク
門司 - ウラジオストク（大家商船）
門司 - 浜田 - 境港 - 宮津 - 敦賀 - ウラジオストク - 七尾 - 伏木 - 夷（現両津港）- 新潟 - 函館 - 小樽 - 九春古丹 - 小樽 - ウラジオストク - 元山 - 釜山 - 門司
基隆 - 打狗（現高雄）
基隆 - 厦門 - 汕頭 - 香港 - マニラ - サンダカン - マカッサル - スラバヤ - スマラン - バタヴィア - シンガポール - サンダカン - 香港 - 打狗
基隆 - 香港（大阪商船）
基隆 - 厦門（大阪商船）
基隆 - 福州 - 厦門
高雄 - 広東（大阪商船）
高雄 - 香港 - 広東
高雄 - 天津（大阪商船）　
高雄 - 上海（大阪商船）

### 内国航路
函館港 - 根室港（日本郵船）
函館港 - 小樽港（日本郵船）
函館港 - 神恵内港 - 余別港（積丹町）- 小樽港
小樽港 - 稚内港（日本郵船、のち北海郵船）
小樽港 - 増毛港 - 天塩港 - 利尻島鬼脇港 - 仙法志港 - 沓形港 - 鴛泊港 - 礼文島香深港 - 船泊港 - 稚内港
稚内港 - 利尻島･礼文島（丸一水産〈現ハートランドフェリー〉）
稚内港 - 鴛泊港 - 香深港
稚内港 - 船泊港 - 沓形港
稚内港 - 鬼脇港 - 仙法志港
根室港 - 枝幸港（日本郵船）
根室港 - 泊港（国後島）- 斜古丹港（色丹島）- 紗那港（択捉島）- 網走港 - 枝幸港
石狩港 - 石狩川河港（楽産商会）
石狩港 - 江別港 - 新篠津港 - 樺戸港（月形町）- 札的内港（浦臼町）
江別港 - 樺戸港 - 空知太港（砂川市）
江別港 - 漁太港（恵庭市）
函館港 - 釧路港（金森商船）
函館港 - 浦河港 - 様似港 - 幌泉港 - 広尾港 - 釧路港 - 函館港
函館港 - 幌泉港（金森商船）
函館港 - 幌泉港 - 様似港 - 浦河港 - 三石港 - 静内港 - 函館港
羽幌港 - 焼尻島（苫前両島定期船〈現羽幌沿海フェリー〉）
羽幌港 - 天売島 - 焼尻島
函館港 - 瀬棚港
函館港 - 乙部港 - 瀬棚港
函館港 - 青森港（日本郵船）
室蘭港 - 青森港（北日本汽船）
神戸港 - 函館港（日本郵船）
神戸港 - 横浜港 - 荻ノ浜港（宮城県石巻市）- 函館港
神戸港 - 小樽港（日本郵船）
神戸港 - 下関港 - 境港 - 敦賀港 - 伏木港 - 直江津港 - 新潟港 - 酒田港 - 土崎港 - 函館港 - 江差港 - 寿都港 - 小樽港
横浜港 - 四日市港（日本郵船）
東京港 - 小笠原諸島（近海郵船）
東京港 - 横浜港 - 八丈島 - 青ヶ島 - 鳥島 - 父島二見港 - 母島北港 - 母島沖港 - 北硫黄島 - 硫黄島
東京港 - 神津島（東京湾汽船〈現東海汽船〉）
東京港 - 大島 - 利島 - 新島 - 式根島 - 神津島
東京港 - 青ヶ島（東京湾汽船）
東京港 - 三宅島 - 八丈島 - 青ヶ島
新潟港 - 両津港
博多港 - 対馬（九州郵船）
博多港 - 壱岐 - 対馬
鹿児島港 - 屋久島
鹿児島港 - 種子島 - 屋久島
鹿児島港 - 那覇港（大阪商船）
鹿児島港 - 名瀬港 - 那覇港
大阪港 - 那覇港（大阪商船）
大阪港 - 神戸港 - 名瀬港 - 那覇港
大阪港 - 古仁屋港 - 那覇港（大阪商船）
大阪港 - 神戸港 - 鹿児島港 - 喜界島 - 徳之島  - 奄美大島赤木名港 - 宇検港 - 久滋港 - 古仁屋港 - 沖永良部島 - 与論島 - 那覇港
大阪港 - 沖大東島（ラサ工業）

#### 朝鮮航路（内鮮航路、内国航路扱い）
長崎 - 釜山（郵便汽船三菱〈現日本郵船〉）
長崎 - 五島列島 - 対馬 - 釜山
長崎 - 仁川（日本郵船）
敦賀 - 清津（北日本汽船）
敦賀 - 羅津 - 雄基 - 清津
下関 - 麗水（川崎汽船）
新潟 - 羅津（日本汽船、のち北日本汽船）
釜山 - 鬱陵島（朝鮮郵船）
釜山 - 浦項（朝鮮郵船）
釜山 - 雄基（吉田船舶部）
浦項 - 木浦（釜山汽船）
木浦 - 群山

#### 台湾航路（内台航路、内国航路扱い）
大阪 - 基隆（大阪商船）
神戸 - 基隆（日本郵船）
那覇 - 基隆（大阪商船）
那覇 - 宮古 - 多良間 - 石垣 - 西表 - 与那国 - 基隆

#### 南洋群島航路（内国航路扱い）
神戸 - ヤルート（南洋貿易）
神戸 - 門司 - 横浜 - サイパン - トラック - ポナペ - クサイ - ヤルート

#### 樺太航路（内国航路扱い）
函館 - 大泊（近海郵船）
函館 - 小樽 - 真岡 - 大泊
大阪 - 大泊（川崎汽船）
大阪 - 名古屋 - 横浜 - 函館 - 小樽 - 大泊
大阪 - 敷香（川崎汽船）
大阪 - 門司 - 伏木 - 新潟 - 青森 - 小樽 - 留萌 - 大泊 - 栄浜 - 知取 - 敷香
大阪 - 横浜 - 東京 - 小樽 - 大泊 - 栄浜 - 元泊 - 知取 - 内路 - 敷香
大阪 - 横浜 - 東京 - 函館 - 小樽 - 大泊 - 真岡 - 野田 - 泊居 - 恵須取
函館 - 能登
函館 - 小樽 - 大泊 - 富内か恩洞 - 野寒 - 栄浜 - 白浦 - 真縫 - 登帆 - 馬群潭 - 元泊 - 知取 - 新問 - 泊岸 - 敷香 - 野頃 - 能登
函館 - 安別
函館 - 小樽 - 海馬島 - 武意泊 - 内幌 - 本斗 - 真岡 - 蘭 - 野田 - 泊居 - 名寄 - 久春内 - 牛毛 - 萌菱 - 留久志 - 珍内 - 円度 - 鵜城 - 恵須取 - 名好 - 安別
大泊 - 亜庭湾岸（森田商会）
大泊 - 多蘭内 - 雨龍 - 菱取 - 泥川 - 内砂 - 孫杖 - 登 - 西能登呂
大泊 - 小田井 - 長浜 - 遠淵 - 蝶別内音（長浜村）- 彌満（知床村）- 札塔 - 白岩 - 近泊